# 丹野みどりのよりどりっ!
『丹野みどりのよりどりっ!』（たんのみどりのよりどりっ!）は、CBCラジオが放送していた生ワイド番組。CBCテレビ出身のフリーアナウンサー・丹野みどりが、同局アナウンサー時代の2013年4月1日からパーソナリティを務めていた冠番組である。
番組開始から2019年3月29日までは、毎週月曜日 - 金曜日の夕方（年度上半期は16:00 - 17:53、下半期は16:00 - 18:00）に編成。2019年4月6日からは、放送枠を毎週土曜日の17:00 - 19:00（いずれもJST）へ移動し、タイトルも『丹野みどりのよりどりウィークエンド』（たんのみどりのよりどりウィークエンド）と変更し放送継続されたが、2020年3月28日をもって番組終了となった。

## 概要
1998年秋から2013年春までCBCテレビで平日夕方の報道番組・情報番組（『ユーガッタ!CBC』→『イッポウ』）のキャスターを務めた丹野が、CBCラジオで初めてメインパーソナリティを務めた番組。キャッチフレーズは「情報さきどり、あなたにいろどり、楽しい話題がよりどりみどり」で、番組スポットやジングルに使われている。
丹野は2013年9月30日付でCBCを退職したが、以降もフリーアナウンサーとして出演。退職をはじめ、自身の生活が節目を迎えた時には、当番組で随時報告していた。
2019年3月29日（金曜日）で、平日の放送を終了。丹野は『よりどりウィークエンド』でも引き続きパーソナリティを務めるが、『ユーガッタ!CBC』のキャスター起用以来（自然気胸による後述の休演期間をはさんで）延べ21年間続いた平日夕方の生放送番組へのレギュラー出演に終止符を打った。同年4月改編からは、2018年度までナイターオフ期間限定で放送されてきた『ドラ魂KING』を、通年番組の『ドラ魂キング』として平日の放送枠に編成している。

## タイムテーブル
平日版（『丹野みどりのよりどりっ!』）時代の最終タイムテーブルに準拠
- 16:00 オープニング・中日新聞ニュース
- 16:06 CBC交通情報
- 16:08 天気予報
- 16:10 株式市況
- 16:15 よりドラ（1）（ナイターイン）
  - ナゴヤドームからのナイター中継がある場合、最新情報をドームから伝える。
- 16:19 ニュースよりどり
  - 気になるニュースをピックアップしコメンテーターに聞く
- 16:25 名古屋市だより (金曜のみ)
  - 名古屋市からのお知らせを紹介する。

- 16:25ジャパネットたかたラジオショッピング (月曜のみ)

- 16:25快適生活ラジオショッピング（火曜、水曜、木曜）
- 16:31 CBC交通情報
- 16:36 オトナのいろどり
  - 様々な教養をプロの視点から学ぶ。
  - 月曜、教えてよりどり
  - 火曜、これってキニナル
  - 水曜、オトナのクリニック
  - 木曜、関富美子の薄口クッキング
  - 金曜、大人のたしなみ講座
- 16:47 レポドラいいとこどりっ!
  - CBCラジオレポートドライバーが夕方の街からレポートを届ける。
- 16:55 唄う長島温泉
  - この番組の詳細は当該項目を参照。
- 17:00 中日新聞ニュース
- 17:05 みどり よりどりっ!
  - 主にパーソナリティの丹野が気になった話題等を取り上げる。
- 17:10 CBC交通情報
- 17:13 （月） - （木）みどりのさきどり
  - 月曜（ナイターイン）先週のドラゴンズの試合をふりかえるコーナー。川又米利と試合をふりかえる。
  - 火曜、週刊トイザンス、戸井が持ってくる話題の情報ネタで丹野と井戸端会議をお届けする。
  - 水曜、モノコレ!、話題の物、食べ物等を紹介する。
  - 木曜、『これって、知ってる？』昭和生まれの丹野と、平成生まれのCBC若手アナウンサーが、各世代では常識のモノや言葉を持ち寄り、世代間ギャップを楽しむ。
- 16:19 エンタメさきどり(金曜)
  - ゲスト（ミュージシャン・俳優等）をむかえ、タイムリーなエンタメ情報を紹介する。
  - コーナー内容により、16:19と17:15の2部構成の場合あり。
- 17:22 キラママ de CU CU RU
- 17:26 よりドラ（2）（ナイターイン）
  - ナゴヤドームでの試合の場合、スタジオとドームをつないで、球場放送席にスタンバイした当日実況担当のアナウンサーに、スタメン速報と今夜の試合の見所を聞く。
  - ナゴヤドーム以外での試合の場合、スタジオ担当（攻守交替時のCM開けにスタジオから情報を伝える担当）の戸井が情報を伝える。
- 17:30 ネットワークTODAY
- 17:41 ほっとインフォメーション
- 17:46 CBC交通情報
- 17:48 天気予報
- 17:50 
  - リクエストコーナー（ナイターオフ）
  - 番組最後の7分間にリスナーからのリクエスト曲などを流す。
  - エンディング（ナイターイン）

## パーソナリティ
- 丹野みどり（CBCアナウンサー→フリーアナウンサー）
  - 2013年10月のフリー転身以降も、当番組の「中日新聞ニュース」を担当している。『丹野みどりのよりどりウィークエンド』でも続投。

### 丹野不在時の対応
当番組開始直後、丹野が気胸を発症し、2013年4月から5月、さらに復帰からおよそ1年足らずの2014年2月から3月に再発・再入院、その後、再発を防ぐ手術を受けるため同年2月から3月、それぞれ番組を休演した。

#### 2013年4月22日 - 5月13日
4月20日に自然気胸を発症し入院。治療と静養を優先するため、同月22日（月曜日）から5月13日（月曜日）まで当番組を休演した。
- 丹野の休演中には、かつて当番組と同じ時間帯で『小堀勝啓の心にブギウギ』→『ごごイチ金（ゴールド）』のパーソナリティを担当していた小堀勝啓をはじめ、CBCのアナウンサーや戸井康成が日替わりでパーソナリティ代理を務めた。この期間中も、番組・コーナーのタイトルやジングルは特に変更しなかった。

#### 2014年2月26日 - 3月14日
2月25日の放送後に気胸が再発したため、翌26日から再び休養。当日のサブパーソナリティだった井上トシユキが急遽1人で代役を務め、さらに翌日・翌々日もパーソナリティを担当した。翌週3月3日からは井上に加え、フリーアナウンサーの佐藤倫子がアシスタントとして参加し、2人で14日まで2週間にわたって丹野の留守を預かることになった。
- 2度目の休養から復帰した2014年3月17日の放送の冒頭で、気胸の再発を抑える手術を受けるため、2014年4月21日から再び2週間程度の休養を取る事を発表した。
- 2014年4月10日、丹野が体調不良で欠席。サブパーソナリティの井上が1人で進行した。

#### 2014年4月21日 - 5月2日
丹野が前述の手術を受けるため、予告した上での休養。前回の休養時に続き、サブパーソナリティの井上トシユキが期間通じてのパーソナリティを担当。また、フリーアナウンサーの樋田かおりが井上のアシスタントを務めた。
- 2度目の発症及び再発予防手術の時に2度代役を務めた井上は、途中から自らを井上ドリユキ[3]と名乗るようになり、臨時アシスタントの佐藤をどりこ、樋田をどりだ、当時金曜サブパーソナリティの内田俊宏を内田どりひろと呼び、番組名も「井上ドリユキのよこどりっ！」と自称していた。ただし、番組ジングルは通常と同じものを使っていた。

#### 2017年8月14日 - 8月18日
パーソナリティの丹野がお盆の休暇を取ったため、丹野と同じくフリーアナウンサーの室照美が担当した。

#### 2018年4月30日 - 5月4日
パーソナリティの丹野が本年はゴールデンウィークの期間中に休暇を取る為、4人のアナウンサーが代役を務める。 4月30日、青木まな、
5月1日、大橋麻美子 5月2日、吉岡直子、5月3日、4日、南部志保 がそれぞれの曜日の代役を務める。

## 『丹野みどりのよりどりっ!』時代のサブパーソナリティと各曜日の内容

### 番組終了時点
- 川又米利（元中日ドラゴンズ選手）みどりのさきどり月曜、先週のドラゴンズの試合をふりかえるコーナー担当
- 内田俊宏（中京大学経済学部 客員教授）
  - 2016年3月28日より「ニュースよりどり」月曜コメンテーター担当。
  - 2013年4月1日 - 2014年4月1日の間にも金曜レギュラーとして出演していた。
- 戸井康成（タレント、CBCラジオ『ドラ魂KING 川上憲伸 KK SPECIAL』サブパーソナリティ、『ドラ魂ナイト』メインパーソナリティ）
  - 2017年4月より、みどりのさきどり火曜日、週刊トイザンスと、よりドラ（2）でのスタジオ担当。
  - 2014年10月の1ヶ月の間にもレギュラー出演していた。

### 過去のサブパーソナリティ
- 小田幸平（大人のいろどり 月曜「大人の野球」、みどりのさきどり 月曜「クラブみどり」担当。元中日ドラゴンズ選手）2017年3月まで担当。

落合以外は番組開始より2014年3月まで担当
- 北野誠（火曜日、お笑いタレント）
  - 前枠の冠番組『北野誠のズバリ』に続いて出演。月に1回のペースで、火曜日16時台の途中まで出演。最新の話題について、丹野・井上と3人でトークしていた。
- 武田邦彦（木曜日、中部大学総合工学研究所教授）
- 落合英二（月曜日、野球解説者）
  - 番組開始から2014年9月いっぱいまで担当。トークはプロ野球、特に中日ドラゴンズの話題が中心。野球初心者の丹野が抱く素朴な野球の質問を、落合にぶつけるコーナーも恒例となっていた。現在は、野球のシーズンオフの期間にゲストとして同番組に出演する事がある。
- 井上トシユキ（火・水曜担当、ITジャーナリスト）
  - 番組初年度は毎週水曜日のレギュラー出演以外にも、CBCラジオまつりと冬まつり、年末スペシャルに出演。さらに他曜日サブパーソナリティ休演時のピンチヒッターも多く務めた。2014年2月末からの丹野休養時には、連日代役パーソナリティを担当し、他曜日サブパーソナリティとも共演。2年目からは出演曜日が週3日、2015年1月からは週2日の出演となる。
  - 月曜日は、2014年10月以降月替わりまたは週替わりのキャスティングとなる。事前収録で出番の時間のみ登場するケースが増えた。
- 2014年11月・2015年1月 鈴木明子（プロフィギュアスケーター）
- 2014年12月、中日ドラゴンズの選手が週替わりで出演。

## テーマ曲
- Schroeder-Headz 「no sign」[4]

## 年末スペシャル、新春スペシャル
2013年から2015年は12月30日7:00 - 17:00に放送。2016年、2017年はスペシャルの放送は行われず、2017年、2018年、2019年は1月4日7:00 - 17:00に放送。

### 2013年
丹野と、サブパーソナリティの井上、武田（9時台以降）が出演。
- 当日行われた日本レコード大賞にちなみ、過去の大賞受賞曲を随所で選曲。
- 14時台には、翌日の大晦日が誕生日の井上が、自らバースデーケーキを買いに行く模様を生中継した。

### 2014年
全編出演の丹野に加え、午前中はサブパーソナリティとして戸井康成が出演。
- 午前中は丹野と戸井がそれぞれ「後世に残したい曲」を交互に流しながらのトーク。戸井は、丹野の選曲に対応する一発屋ヒット曲を選ぶという縛りで選曲した。
- 午後はこの一年に放送したインタビューの中から反響の大きかったものを中心に、新録分も交えて構成。
- 9月末まで月曜日レギュラーを務めた落合英二が、番組後半に出演。丹野には電話出演と伝えられていたが、実際はスタジオに生出演するというサプライズが行われた。

### 2015年
丹野と、サブパーソナリティの小田幸平（月曜レギュラー、野球解説者）とCBCレポートドライバーが出演。
- 小田が公式戦だけでなくWBSCプレミア12なども含めた1年間の野球界を振りかえった。
- CBCレポートドライバーは「レポドラいいとこどりっ!」のコーナーの年末年始バージョンを担当した。

### 2017年
丹野と、サブパーソナリティ戸井康成とCBCレポートドライバーが出演。
- 干支の酉年にちなみ、しり「とり」歌合戦。丹野と戸井がしりとり形式（頭文字は歌手名・曲名問わず）で交互に名曲を選曲、曲の情報や時代背景などと共に振り返った。
- CBCレポートドライバーは、リスナーへのプレゼントを「とり」に、あちこちの街を東奔西走した。

### 2018年
昨年と同じ、丹野と、サブパーソナリティ戸井康成とCBCレポートドライバーが出演。
- 新春歌合戦では、丹野と戸井が、年末に盛り上がった紅白歌合戦とレコード大賞に登場した歌手達の名曲をチョイスしてお送りした。
- CBCレポートドライバーは、新春よりどり福袋を作りに、お正月の町を東奔西走した。
- よりどりファミリーにいきなり生電話、新年のあいさつ・新年の抱負を聞いた。

### 2019年
昨年と同じ、丹野と、サブパーソナリティ戸井康成とCBCレポートドライバーが出演。
- 「丹野みどりがやってみた」をテーマに、生放送中に色々な事をチャレンジ。
- 丹野自身が、当番組中に実際にお料理を作ったり、お正月ならではの遊びをして楽しんだ。